# Mare de Déu de la Vilavella de Basturs
La Mare de Déu de la Vilavella de Basturs és una església romànica del poble de Basturs, dins l'antic terme d'Orcau, i actualment en el municipi d'Isona i Conca Dellà.
Les ruïnes d'aquesta església es veuen des del poble de Basturs, dalt d'un serrat al nord de la població, accessible un tros per una pista i la resta, la pujada dalt del serrat, a peu.
La denominació del lloc, Vilavella de Basturs porta a considerar que podria ser el primer emplaçament del poble de Basturs, a partir del qual es generà l'actual, al peu del serrat; ara bé, la manca de documentació que ens doni referències ho deixa tot en hipòtesis. Tanmateix, a prop de les restes de l'església hi ha algunes restes d'habitatges primitius, datables entre els segles x i xi.
De l'església, se'n conserva només la meitat nord, sense la volta, però el que roman dempeus permet veure que es tractava d'una església d'una sola nau, amb volta de canó semicircular assentada sobre arcs torals i suportada per uns arcs formers que donen més consistència al mur conservat.
L'absis, com a quasi totes les esglésies romàniques, és a llevant, i es comunicava amb la nau per un arc presbiteral molt ample. Al centre d'aquest absis (se'n conserva just la meitat, també), es veu una finestra de doble esqueixada, també només mig conservada. El tros d'absis que queda mostra una ornamentació d'arcades llombardes, en grups de tres, amb lesenes.
L'aparell és de carreus més aviat petits, només escairats, sense poliment, per la qual cosa cal datar aquest temple en el segle xi. Al mur oest conserva algunes filades d'opus spicatum, que ens podria remetre a una obra, almenys en part, del segle ix.